# Кавказка жаба
Кавказката жаба (Bufo verrucosissimus) е вид жаба от семейство Крастави жаби (Bufonidae). Видът е почти застрашен от изчезване.

## Разпространение
Разпространен е в Азербайджан, Грузия, Иран, Русия и Турция.

## Описание
Популацията на вида е намаляваща.